# Susanne Alt

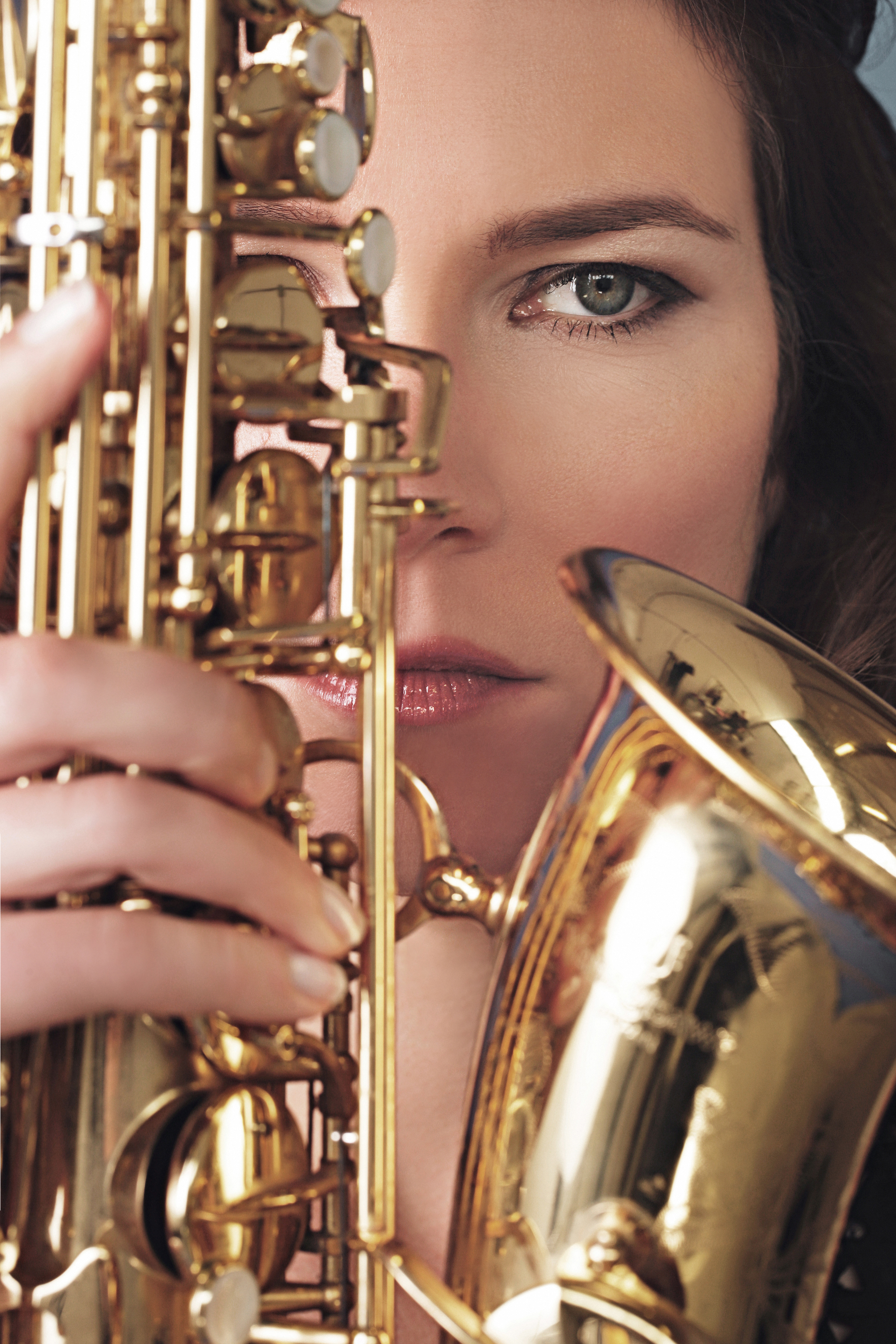
Susanne Alt (2015)

Susanne Alt (* 15. April 1978 in Würzburg) ist eine deutsche Saxophonistin und Komponistin.

## Leben und Wirken
Alt wurde 1978 in Würzburg als Kind zweier Musiker und Musiklehrer geboren. 1996 gewann sie den Siemens-Jazz-Förderpreis und zog im selben Jahr in die Niederlande, um am Conservatorium van Hilversum (später Conservatorium van Amsterdam) Jazzsaxophon zu studieren. Nach dem Abschluss setzte sie ihr Studium an der UdK Berlin fort und ist seit 2003 als freischaffende Künstlerin in Amsterdam tätig. Sie spielte seit 1998 u. a. mit Rosa King, Soulcatchers, BuJazzO und war Mitglied des Amsterdam Jazz Orchestra. Auch tourte sie mit Fred Wesley & the new J. B.’s und arbeitet weltweit mit House-DJs und -Producern zusammen wie: Hardsoul Productions, Piglife, Roog, Ronald Molendijk, Marc van Dale und Erick E sowie Jazz-DJ’s wie DJ Maestro, Wicked Jazz Sounds und Graham B.
Sie arbeitete zunächst im Quartett. Für ihr Funk-Album Saxify (2016) hat Alt hingegen mit 36 ausgewählten Musikern wie Fred Wesley, Gary Winters, der Sängerin Mavis Acquah oder der Perkussionistin Femke Krone zusammengearbeitet. Aus dem Album entstanden 18 Remixe. Sie tourte dann im Trio Venus Tunes Live mit Mavis Acquah und Femke Krone.

## Susanne Alt Quartett
Das Susanne Alt Quartett (2003–2012) bestand aus:
- Susanne Alt (D): Alt- und Sopransaxophon
- Thijs Cuppen (NL): Piano
- Sven Schuster (D): Kontrabass
- Philippe Lemm (NL): Schlagzeug

Am 11. Oktober 2004 präsentierten sie in Amsterdam ihr Debütalbum Nocturne.
Das Quartett wurde mehrfach Preisträger und Finalist von Wettbewerben wie dem Leipziger Jazznachwuchsfestival oder der Dutch Jazz Competition und erhielt Jazzpreise in Leiden und Breda.

## Diskografie
- 2004: Nocturne[3]
- 2007: Delight
- 2009: On Track
- 2011: Live at Bimhuis
- 2012: How to Kiss
- 2016: Saxify[4]
- 2024: Royalty for Real[5]